# Lenapes
Pour les articles homonymes, voir Lenape et Loup (homonymie).
Les Lenapes (de Lëni-Lënape [lənilənapə]  dans leur langue), appelés aussi Loups par les Français au temps de la Nouvelle-France et Delawares par les Britanniques, sont un peuple amérindien organisé en clans, originaire de la rive du fleuve Delaware, de l'Hudson et du Long Island Sound. Le peuple avait trois branches : les Munsee, les Unami et les Unalachtigo (en).

## Ethnonyme
Les Lenapes s'appellent eux-mêmes Lëni-Lënape [lənilənapə] que l'on peut traduire par « hommes authentiques ». Ils furent appelés Delawares par les Britanniques, parce qu'ils vivaient le long du fleuve Delaware nommé d'après le premier gouverneur de la colonie de Virginie, Thomas West, dit « Baron de la Warr ».

## Histoire
À l'époque des premiers contacts avec les Européens, les Lenapes ne semblent liés que par des liens assez lâches. La population est organisée en villages autonomes entre eux qui peuvent conclure des alliances temporaires, en particulier pour faire face à une menace extérieure. Les maladies apportées par les colons, les guerres se déclenchant entre Amérindiens pour bénéficier du commerce avec ces derniers et la généralisation de la consommation d'alcool vont conduire de nombreuses tribus à se désagréger.

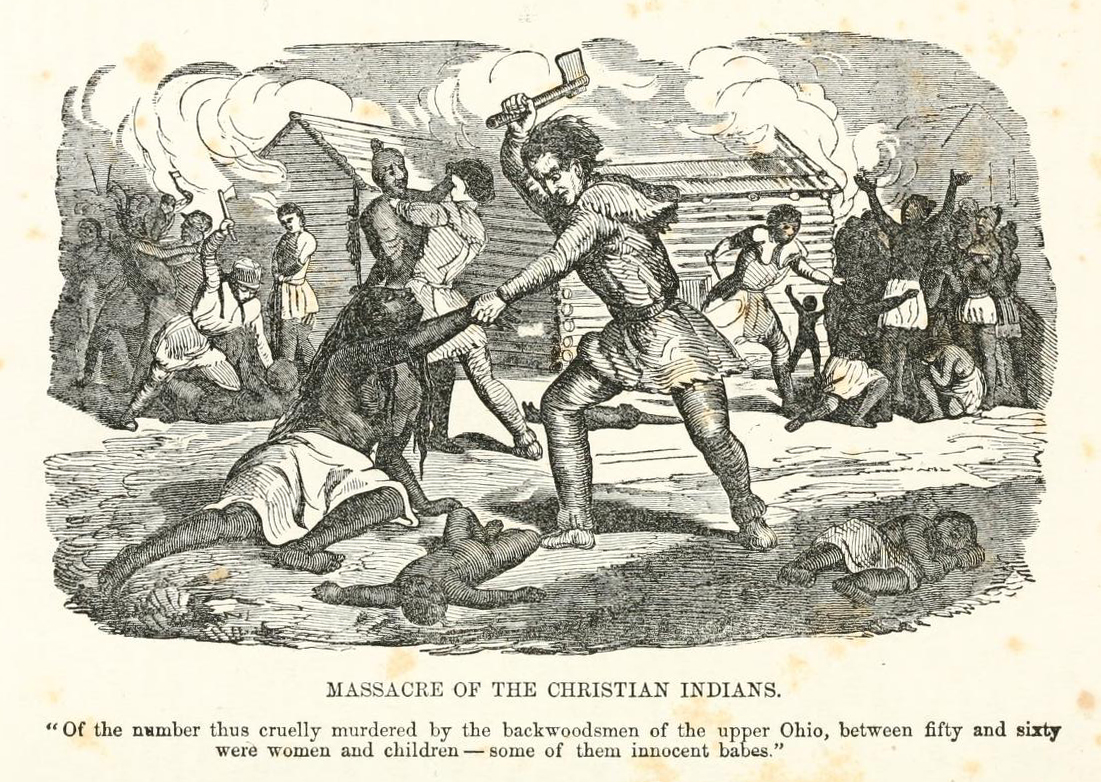
Illustration du massacre de Gnadenhütten en 1782.

Confrontés à la pression grandissante des colons, des Lenapes d'origines variées migrent dans la Vallée de l'Ohio au cours des premières décennies du XVIIIe siècle. C'est dans ces communautés fondées par des déracinés que prend naissance un mouvement prophétique amérindien dont le représentant le plus connu est Neolin. Combattant l'alcoolisme, le matérialisme et la polygamie, il appelle les Amérindiens à rompre avec les Européens et à les chasser de leur terre. Son appel à une renaissance culturelle et spirituelle constitue le terreau idéologique de la rébellion de Pontiac entre 1763 et 1766. Les Lenapes participent aux affrontements, notamment lors du siège de Fort Pitt durant lequel des militaires essaient vraisemblablement de les décimer en utilisant la variole.

## Organisation sociale
Les Lenapes, au moins ceux du New Jersey, avaient une pratique matrimoniale singulière : un jeune homme ne pouvait épouser qu'une femme âgée et une jeune fille qu'un vieillard. L'intérêt de cette pratique serait de permettre aux vieilles personnes d'assurer leurs vieux jours tout en transmettant leur expérience aux générations suivantes.

## Économie
Sur la côte atlantique, vers Sandy Hook ou dans la baie de New York, par exemple, ce peuple pratiquait le ramassage à grande échelle des huîtres Blue point qui y croissent spontanément. Ces huîtres étaient fumées l'été pour être consommées l'hiver. La consommation importante de cette ressource abondante explique la découverte d'amas coquilliers remontant à la période sylvicole.

## Personnalités lenapes
- Netawatwees (1686-1776), chef des Lenapes